# Ellen Frances Burpee Farr
Ellen Frances Burpee Farr (New Hampton, 14 de noviembre de 1840 – Nápoles, 5 de enero de 1907) fue una pintora estadounidense. Fue una de las primeras mujeres artistas en California, donde pintó la flora y los paisajes locales. 

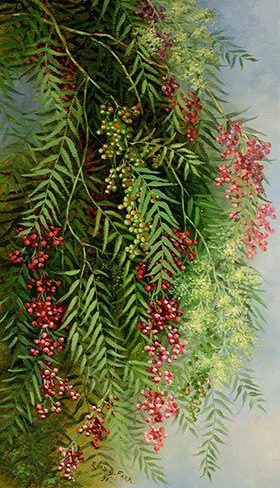
Un floreciente árbol de pimienta de Ellen Frances Burpee Farr

## Biografía
Burpee Farr nació el 14 de noviembre de 1840 en New Hampton. Estudió en la New Hampton School y en la Academia Thetford en Vermont. Luego fue profesora de dibujo en la New Hampton School. El 19 de mayo de 1861 se casó con Evarts Worcester Farr con quien tuvo tres hijos. Fue miembro del Segundo Regimiento de Voluntarios en el Ejército de la Unión, y combatió durante cuatro años en la Guerra Civil. Luego pasó a ser miembro de la Cámara de Representantes de los Estados Unidos. Murió en 1907. 
Farr se mudó a Boston en 1883 y alrededor de 1890 lo hizo a Pasadena, California. Allí en sus pinturas incluía temas relacionados con las misiones, árboles de pimienta y las canastas indias. Exhibió su trabajo en el Edificio del Estado de California en la Exposición Mundial Colombina de 1883 en Chicago, Illinois donde también trabajó en la Junta de Mujeres Directivas de California.
Era miembro y expuso en el Boston Art Club. También exhibió sus pinturas en la Feria del Estado de California. Su trabajo se incluyó en la Sociedad Histórica del Condado de Washington, en Pensilvania, y en la Biblioteca Pública de Littleton, en New Hampshire.
Farr murió el 5 de enero de 1907 mientras se encontraba en Nápoles, Italia.

## Galería

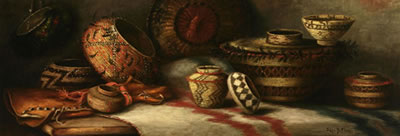
Ellen Frances Burpee Farr-Indian Baskets
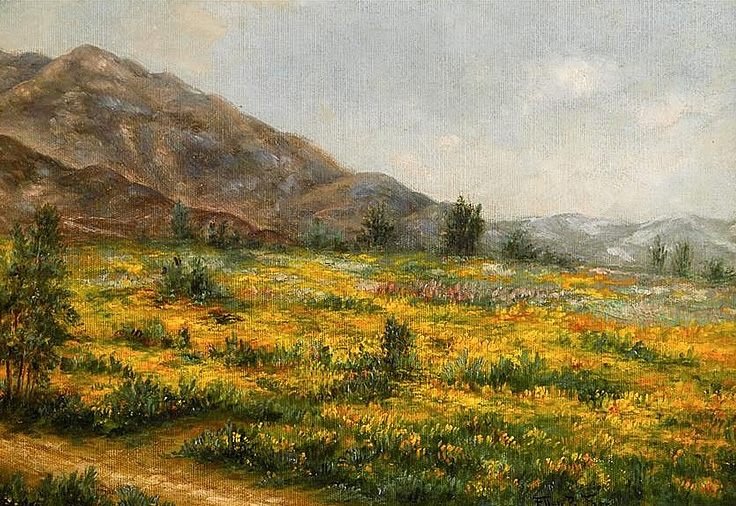
Ellen Frances Burpee Farr - California Wildflowers